# وس بنتلی
وِس بنتلی (انگلیسی: Wes Bentley؛ زادهٔ ۴ سپتامبر ۱۹۷۸) هنرپیشه آمریکایی است. وی از سال ۱۹۹۵ میلادی تاکنون مشغول فعالیت بوده‌است.
از فیلم‌هایی که وی در آن نقش داشته‌است، می‌توان به زیبایی آمریکایی، گوست رایدر در نقش سیاه قلب و فیلم عطش مبارزه، جای اژدها، لاولیس ، بین ستاره‌ای، بازی زندگی آن‌ها، ستاره‌هایی در فیلم‌های کوتاه، آخرین حرف، فراموشی و یلواستون اشاره کرد.

## بخشی از جوایز و افتخارات
- کاندیدای بفتای بهترین بازیگر مکمل مرد برای فیلم زیبایی آمریکایی در سال ۱۹۹۹